# Wattens
Wattens is een gemeente in het district Innsbruck Land van de Oostenrijkse deelstaat Tirol.
Wattens ligt in het Unterinntal, op de zuidelijke oever van de Inn, ongeveer twintig kilometer ten oosten van Innsbruck. Het gemeentegebied omvat een deel van het Wattental.

## Geschiedenis
Opgravingen uit de La Tène-periode op de berghelling tussen Wattens en Volders wijzen op een vroegere bewoning uit de zogenaamde Fritzens-Sanzenocultuur. Andere opgravingen laten zien dat Wattens ook reeds voor de komst van de Romeinen aan het begin van de jaartelling bewoond moet zijn geweest.
Wattens werd voor het eerst vermeld in 930.

## Economie en infrastructuur
Vanwege de grote bedrijvigheid in Wattens zijn veel werknemers in de gemeente afkomstig uit omliggende gemeenten. Wattens ligt aan de Inntal Autobahn met een afslag naar de Tiroler Straße (B171). Het station Fritzens-Wattens ligt ten noorden van de Inn in de naburige gemeente Fritzens.
De hier aanwezige, in 1559 gebouwde, papiermolen is de oudste van Noord-Tirol. De molen produceert speciaal papier voor sigaretten, filters en condensatoren. De ontwikkeling van Wattens kwam vooral op gang na de vestiging van de firma Swarovski, wat ook een grote bevolkingstoename van deze voormalige agrarische gemeente met zich meebracht. De glasslijper Daniel Swarovski uit Bohemen vestigde zich, op zoek naar waterkracht, in Wattens en begon hier met het produceren van kristalglas, dat inmiddels wereldwijd geëxporteerd wordt. Inmiddels heeft het bedrijf dochterbedrijven in Schwaz (Tyrolit Schleifmittel) en Absam (Swarovski Optik).

## Bezienswaardigheden
Ter ere van het honderdjarig bestaan van de firma Swarovski bouwde de Oostenrijkse kunstenaar André Heller in 1995 in een kunstmatige heuvel aan de oostzijde van Wattens een betoverende glaswereld, Swarovski Kristallwelten. Deze bezienswaardigheid is na het Paleis Schönbrunn de meest bezocht attractie in Oostenrijk.

## Foto's

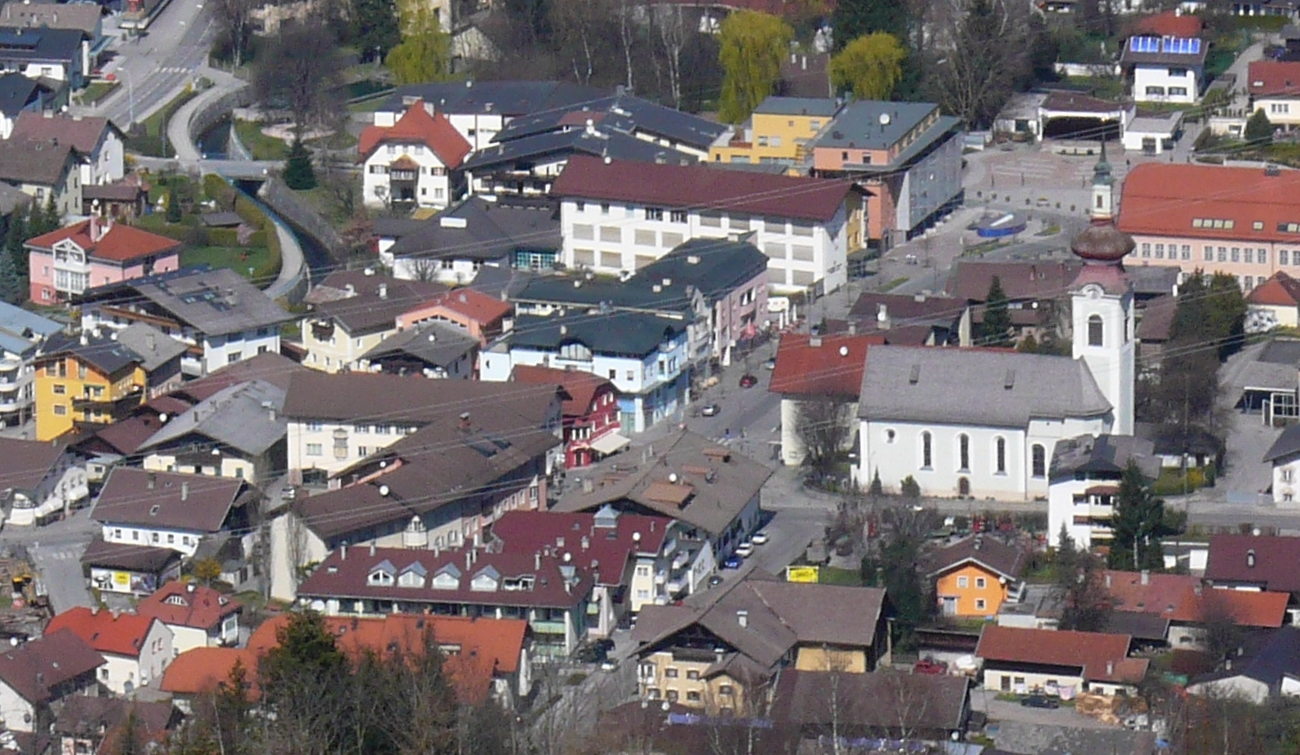
Wattens, dorpscentrum met de Laurentius Kirche
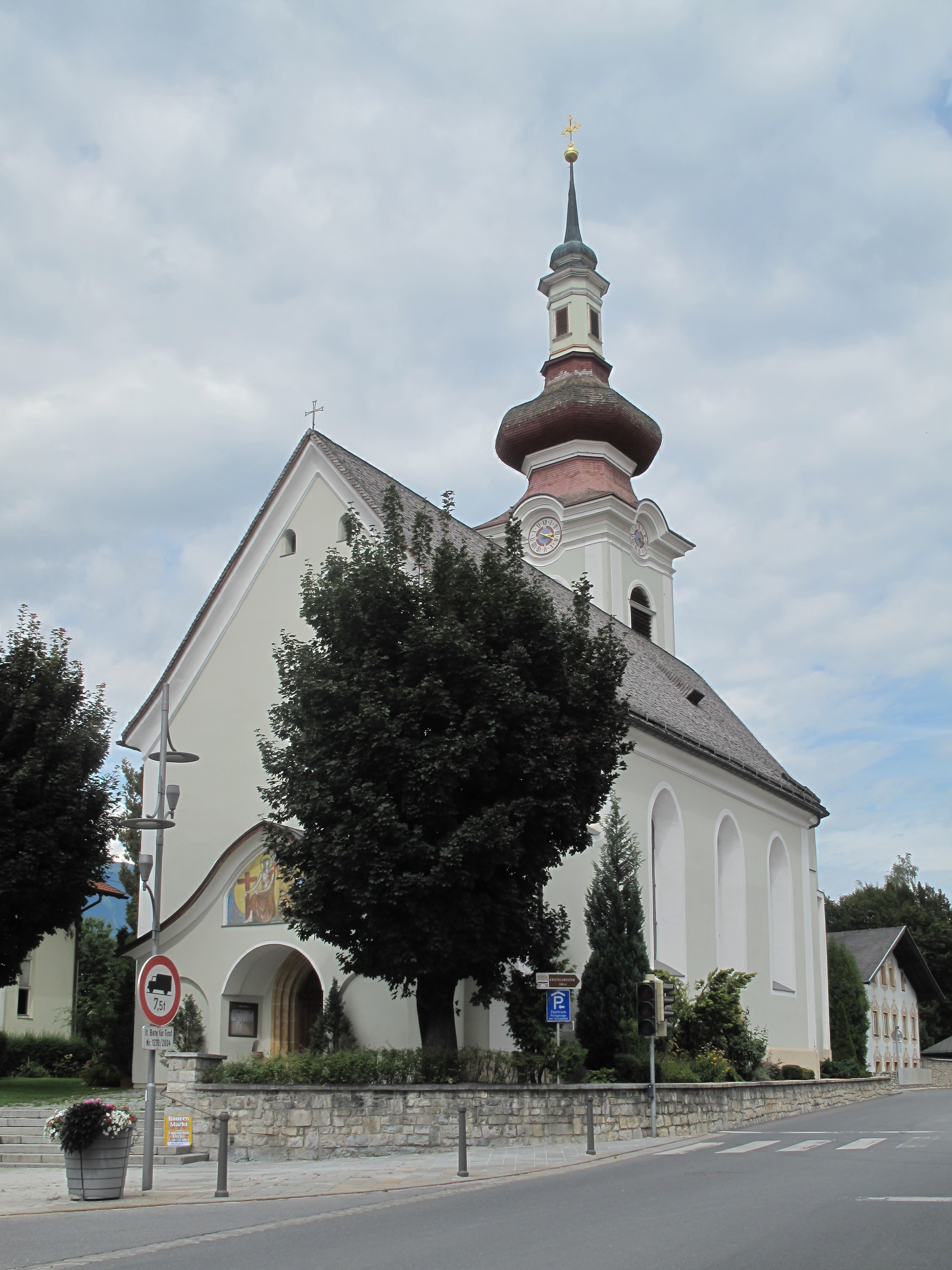
Wattens, kerk: die Laurentskirche
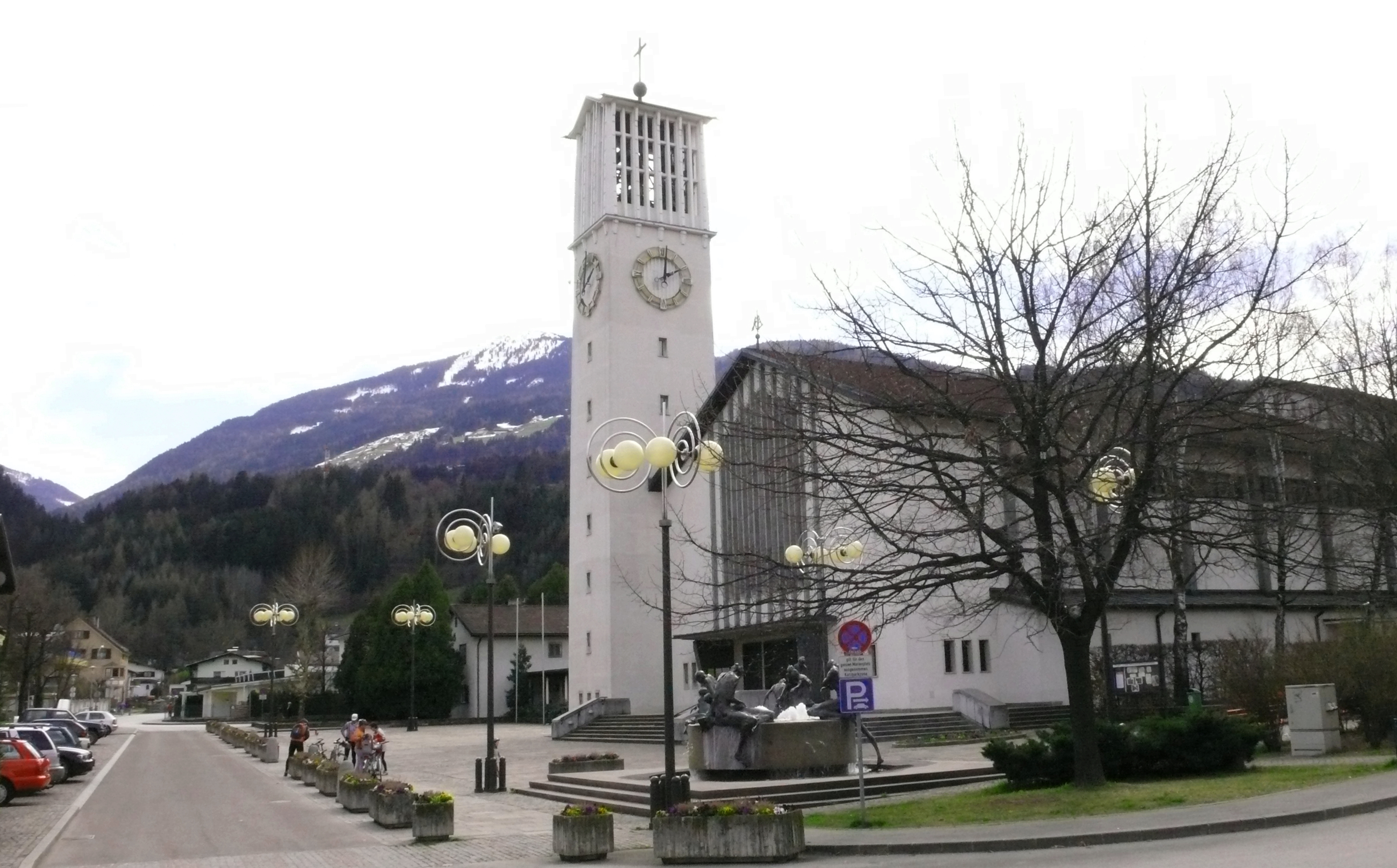
Wattens, der Marienplatz
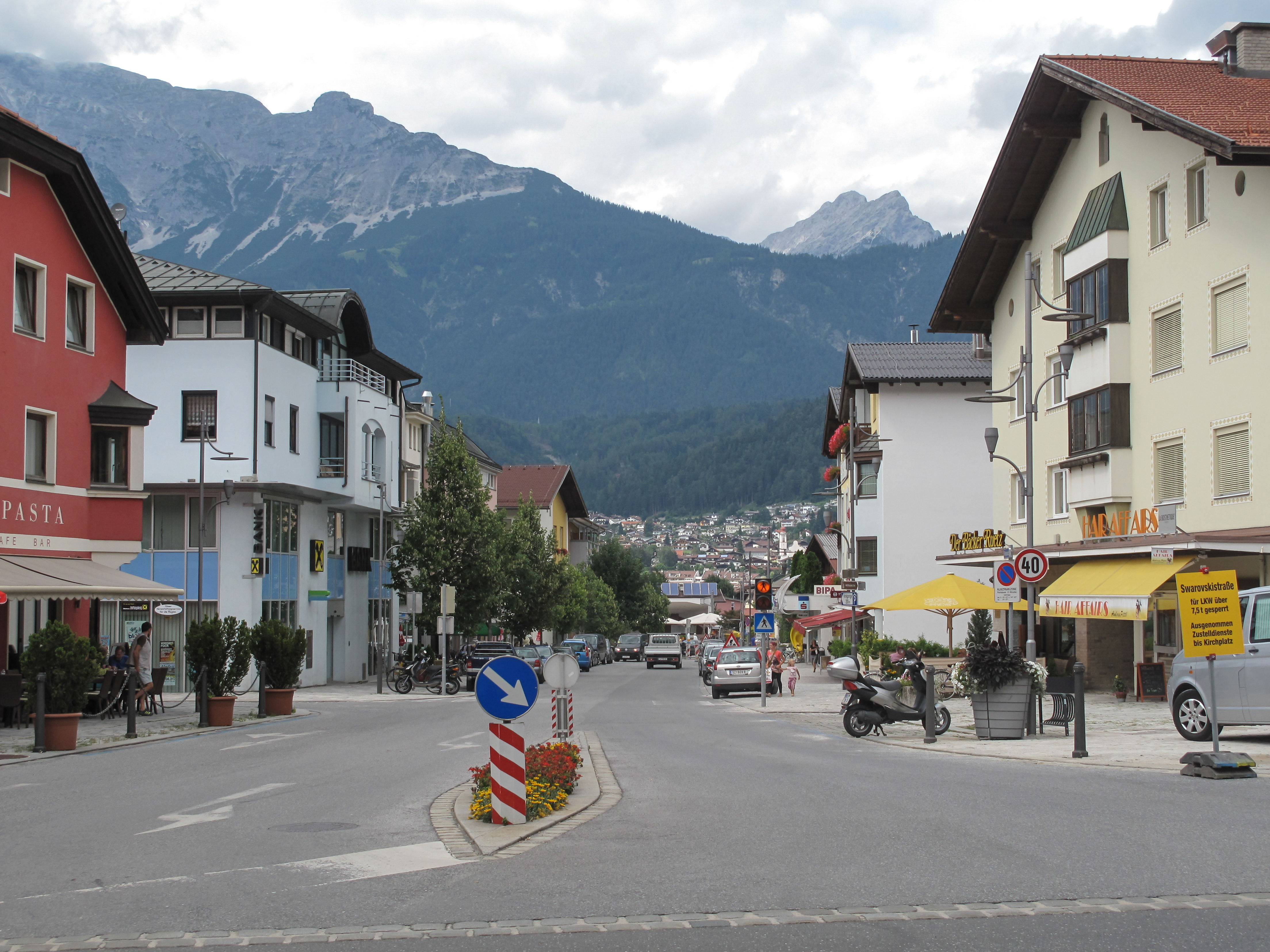
Wattens, straatzicht